# Clueless (série télévisée)
Cet article concerne l'adaptation en série télévisée. Pour le film d'Amy Heckerling, voir Clueless (film).
Clueless est une série télévisée américaine en 62 épisodes de 20 à 23 minutes, créée par Amy Heckerling et diffusée entre le 20 septembre 1996 et le 17 février 1997 sur le réseau ABC pour la première saison, puis entre le 23 septembre 1997 et le 25 mai 1999 sur le réseau UPN pour les deux saisons suivantes.
C'est une adaptation du film Clueless, réalisé par Amy Heckerling en 1995, et dont le scénario est librement inspiré du roman Emma de Jane Austen.
En France, la série a été diffusée à partir du 9 janvier 1999 sur France 2 puis elle a été rediffusée sur Téva et Filles TV. Au Québec, elle a été diffusée à partir du 1er septembre 1999 sur Canal Famille et rediffusée sur VRAK.TV.

## Synopsis
La série suit la vie et les aventures de Cheryl « Cher » Horowitz, une adolescente gentille, belle, populaire vivant dans un manoir à Beverly Hills avec son père. 

## Distribution
Note : Quand « ✓ » apparait, cela signifie que l'acteur était déjà présent avec ce rôle dans le film Clueless. Quand « ✝ » apparait, cela signifie que l'acteur reprend un rôle interprété par un autre acteur dans le film. « ◊ » indique que l'acteur était présent dans le film mais interprète un rôle différent dans la série[réf. nécessaire].

### Acteurs principaux
- Rachel Blanchard (VF : Virginie Ledieu) : Cheryl « Cher » Horowitz ✝
- Stacey Dash (VF : Laurence Crouzet) : Dionne « Dee » Davenport ✓
- Donald Faison (VF : Vincent Ropion) : Murray Duvall ✓
- Elisa Donovan (VF : Nathalie Bleynie) : Amber Mariens ✓
- Sean Holland (VF : Yann Pichon) : Sean Holiday ✓
- Michael Lerner (saison 1) / Doug Sheehan (en) (saisons 2 et 3) : Melvin « Mel » Horowitz ✝
- David Lascher : Josh Lucas (saison 1) ✝
- Twink Caplan : Mme Geist-Hall (saison 1) ✓
- Wallace Shawn : M. Wendell Hall (saison 1) ✓

Photos des acteurs principaux
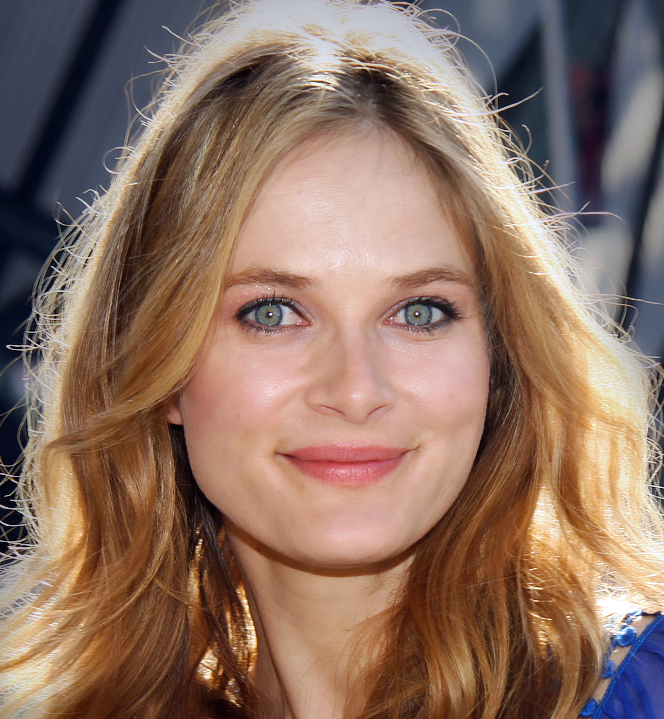
Rachel Blanchard interprète Cher.
Stacey Dash interprète Dionne.
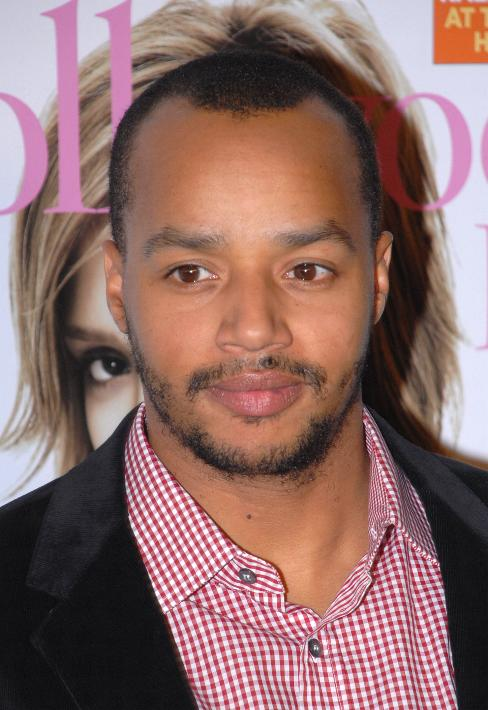
Donald Faison interprète Murray.
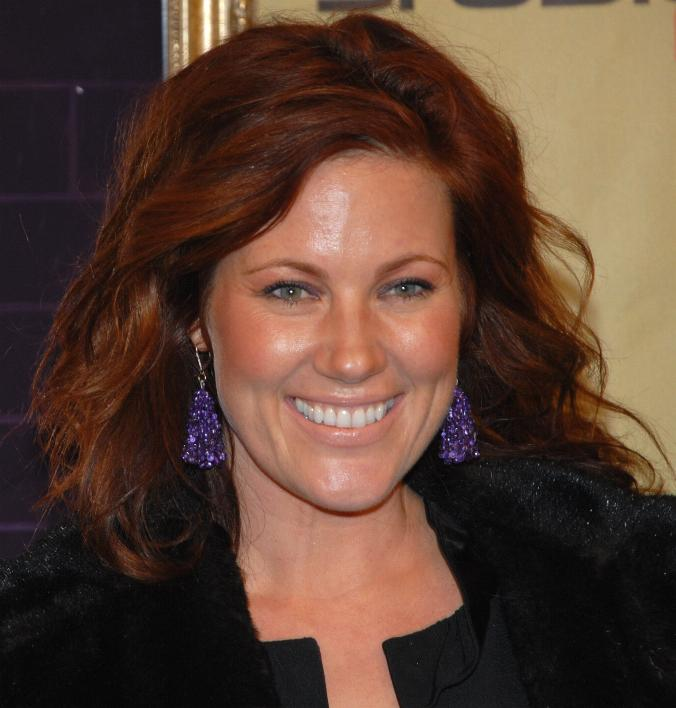
Elisa Donovan interprète Amber.
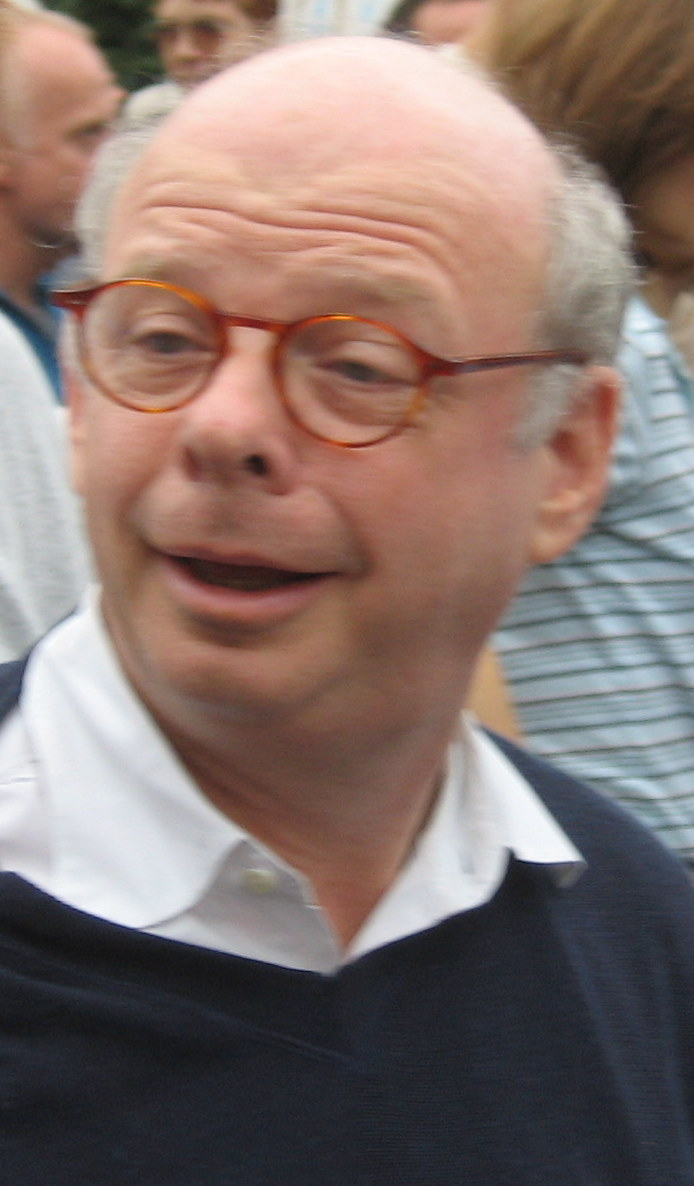
Wallace Shawn interprète M. Hall.

### Acteurs récurrents
- Danny Strong (VF : Tony Marot) : Marshall Gasner
- Julie Brown : coach Millie Deemer ✓
- Heather Gottlieb : Tai Frasier (saison 1) ✝
- Cristine Rose : Madame Mumford

### Invités spéciaux
- Breckin Meyer : Harrison (saison 1, épisode 4) ◊
- Paul Rudd : Sonny (saison 1, épisode 9) ◊
- Brittany Murphy : Jasmine (saison 1, épisode 10) ◊
- Melissa Joan Hart (VF : Sarah Marot) : Sabrina Spellman (crossover avec Sabrina, l'apprentie sorcière, saison 1, épisode 17)
- Shar Jackson (VF : Dorothée Pousséo) : Niecy Jackson (crossover avec Moesha, saison 3, épisode 5)
- Lamont Bentley (VF : Lionel Melet) : Hakeem Campbell (crossover avec Moesha, saison 3, épisode 5)
- NSYNC : eux-mêmes (saison 3, épisode 15)

## Épisodes
| Saisons | Saisons | Nombre d'épisodes | Diffusion originale | Diffusion originale | Chaîne d'origine |
| Saisons | Saisons | Nombre d'épisodes | Début de saison     | Fin de saison       | Chaîne d'origine |
| ------- | ------- | ----------------- | ------------------- | ------------------- | ---------------- |
|         | 1       | 18                | 20 septembre 1996   | 14 février 1997     | ABC              |
|         | 2       | 22                | 23 septembre 1997   | 19 mai 1998         | UPN              |
|         | 3       | 22                | 6 octobre 1998      | 25 mai 1999         | UPN              |

### Première saison (1996-1997)
1. On doit toujours viser plus haut (As If a Girl’s Reach Should Exceed Her Gasp)
2. Être ou paraître, là est la question (To Party or Not to Party)
3. La Philo selon Cher (City Beautification)
4. Le Coiffeur de Venise (Do We with Bad Haircuts Not Feel?)
5. Révolution (We Shall Overpack)
6. Réconciliation (Making up is Hard to Do)
7. Envers et contre tout (Don't Stand So Close to Me)
8. Pour les beaux yeux de Kip (Kiss Me Kip)
9. La soirée déguisée (I Got You Babe)
10. Les Fous du volant (Driving Me Crazy)
11. Roméo et Cher (Romeo & Cher)
12. Cher, femme d’affaires (Cher, Inc.)
13. La Fiancée de papa (Fixing up Daddy)
14. Être ou paraître... (The Party’s Over)
15. La Table du fond (I’m in with the Out Crowd)
16. La Guerre du golf (All Teed Off)
17. Monsieur Parfait (Mr. Wright)
18. Secrets et mensonges (Secrets & Lies)

### Deuxième saison (1997-1998)
1. La Rentrée (Back to School)
2. Salsa, chlore et cœur brisé (Salsa, Chlorine & Tears)
3. Quelle idiote (Suddenly Stupid)
4. Une Cher pour deux (Sharing Cher)
5. La Rencontre de l’année (Chick Fight Tonight)
6. La Nuit d’Halloween (Trick or Treat)
7. La Reine de la parade (Homecoming Queen)
8. Titre français inconnu (Shop ’Til You Drop)
9. Chassez l’intruse (The Intruder)
10. Titre français inconnu (Intruder Spawn)
11. Titre français inconnu (Valley of the Malls)
12. Joyeux Noël (A Very P. C. Holiday)
13. Vocations (Labor of Love)
14. La Fièvre de la danse (Dance Fever)
15. Faites confiance à votre ami (In Boyfriend We Trust)
16. Le Joint (The Joint)
17. Titre français inconnu (Life is a Beach)
18. Titre français inconnu (P.G. Seventeen)
19. Ne me quitte pas (Let’s Stay Together)
20. Seulement ami (Friends)
21. La Vidéo de Sean (Sean’s Video)
22. Sans un sou (Cashless)

### Troisième saison (1998-1999)
1. Le Blues de Bakersfield (Bakersfield Blues)
2. Bakersfield aller-retour (Back from Bakersfield)
3. Nuit gravement à l’amour (Model Smoker)
4. Le Manoir hanté [1/2] (Scream Murray, Scream! [1/2])
5. Le Scream ne paye pas [2/2] (Scream Again Murray, Scream Again! [2/2])
6. Cher et son clone (Cher and Cher Alike)
7. Jeune fille au père (Father’s Keeper)
8. Le Retour de Bobby la terreur (Never P.E.T.A. Squirrel)
9. L’Enfer est pavé de bonnes intentions (Our Lady of Rodeo Drive)
10. Pas de bol pour les filles sympas (Nice Girls Finish Last)
11. Robe blanche et billets verts (Mercy Date)
12. La Baby sitter (Child Bride)
13. L’Art d’être populaire (Popularity)
14. Amour, amitié et jeux télévisés (My Best Friend's Boyfriend)
15. Mon dieu, la vierge (None for the Road)
16. Pimpler le démolisseur (Cher’s Weekend at Bernie’s)
17. Parents piégés (Parent Trap)
18. Délit de non-résidence (Big Sissies)
19. Test de personnalité (A Test of Character)
20. Rêves brisés (Prom Misses, Prom Misses)
21. Le Gai Cavalier (Graduation)
22. Jusqu’au bout de la nuit (All Night Senior Party)

## Différences avec le film
Plusieurs différences peuvent être observées entre le film et la série télévisée. Rachel Blanchard reprend le rôle de Cher, rendu célèbre par Alicia Silverstone dans le film. Michael Lerner reprend le rôle de son père, interprété par Dan Hedaya dans le film. Le personnage est d'ailleurs plus humain et doux dans la série.
David Lascher remplace Paul Rudd dans le rôle de Josh. Alors que dans le film, Josh est l'intérêt amoureux de Cher, il ne l'est pas dans la série. Le personnage disparait d'ailleurs de la série dès la deuxième saison. Deux autres personnages du film, M. Wendell Hall et Mme Geist, pourtant interprétés par les acteurs du film, disparaissent aussi en deuxième saison.
Julie Brown reprend son personnage du film mais son nom de famille devient Deemer à la place de Stoeger. Sean Holland, qui apparaissait dans un rôle mineur d'ami de Murray dans le film, reprend ce rôle dans la série où il devient l'un des personnages principaux. Son personnage n'avait pas de nom dans le film.
Heather Gottlieb remplace Brittany Murphy dans le rôle de Tai. Alors que c'est l'un des personnages principaux du film, il est seulement secondaire dans la série, où il n'apparait que dans quelques épisodes de la première saison. Le personnage de Christian, interprété par Justin Walker dans le film, n'apparait pas dans la série.
Néanmoins, Breckin Meyer, Paul Rudd et Brittany Murphy apparaissent en tant qu'invités spéciaux dans des rôles différents dans la série. Le groupe Luscious Jackson, dont l'une des chansons figure dans le film, apparait aussi dans la série.